# Temporada de furacões no oceano Atlântico de 1973
A temporada de furacões no Atlântico de 1973 foi um evento no ciclo anual de formação de ciclones tropicais. A temporada começou em 1 de junho e terminou em 30 de novembro de 1973. Estas datas delimitam convencionalmente o período de cada ano quando a maioria dos ciclones tropicais tende a se formar na bacia do Atlântico.
A atividade da temporada de furacões no Atlântico de 1973 ficou pouco abaixo da média, com um total de 9 tempestades dotadas de nome e quatro furacões, sendo que apenas um destes, o furacão Ellen, atingiu a intensidade igual ou superior a um furacão de categoria 3 na escala de furacões de Saffir-Simpson.

## Resumo sazonal
Em meados de agosto, o furacão Brenda atingiu a península de Iucatã e o sul do México, causando 52 fatalidades. A tempestade tropical Christine não causou danos significativos, mas se formou diretamente sobre o Guiné, oeste da África, tornando-se o primeiro, e atualmente o único, sistema tropical a afetar diretamente a costa oeste africana. No início de setembro, a tempestade tropical Delia atingiu a costa do Texas, Estados Unidos, causando 3 milhões de dólares em prejuízos e a morte de cinco pessoas. Dias depois, a depressão tropical Onze também atingiu a costa do Texas, causando mais de 22 milhões de dólares em prejuízos. Em meados de outubro, a tempestade tropical Gilda afetou a Jamaica, Cuba e as Bahamas, causando pelo menos seis fatalidades.

### Outras tempestades

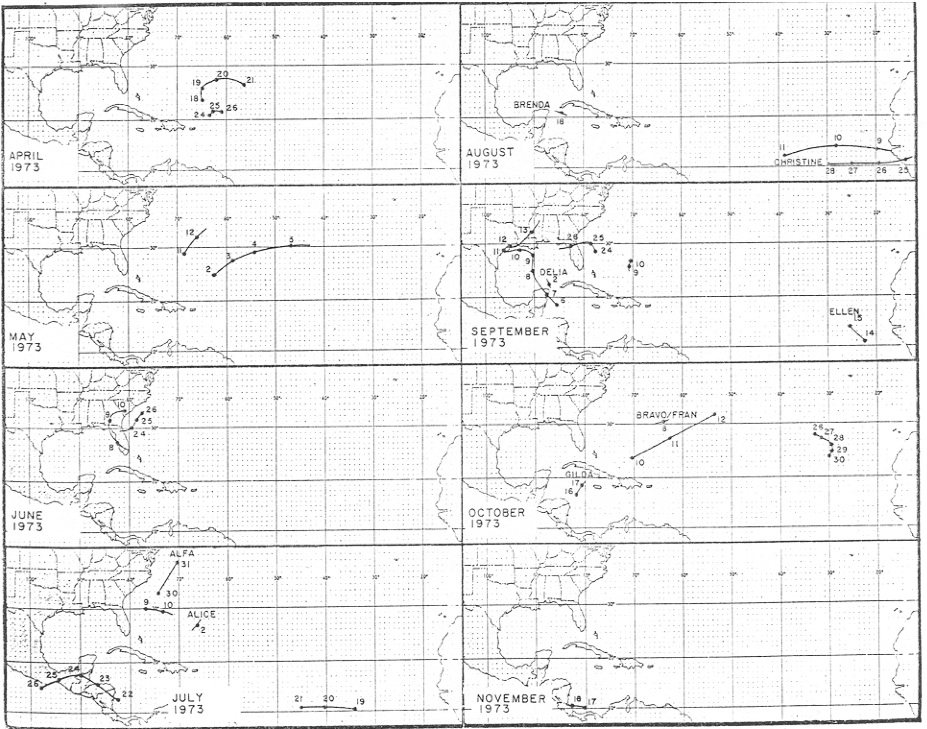
Percursos de todas as depressões durante 1973

## Nomes das tempestades
Os nomes abaixo foram usados para dar nomes às tempestades que se formaram no Atlântico Norte em 1973.
| - Alice - Brenda - Christine - Delia - Ellen - Fran - Gilda | - Helen (sem usar) - Imogene (sem usar) - Joy (sem usar) - Kate (sem usar) - Loretta (sem usar) - Madge (sem usar) - Nancy (sem usar) | - Ona (sem usar) - Patsy (sem usar) - Rose (sem usar) - Sally (sem usar) - Tam (sem usar) - Vera (sem usar) - Wilda (sem usar) |

A temporada de 1973 foi a segunda e última temporada a usar o alfabeto fonético da OTAN para designar nomes a tempestades subtropicais. Os seguintes nomes foram disponibilizados para nomear tempestades subtropicais em 1973.
| - Alfa - Bravo - Charlie (sem usar) - Delta (sem usar) - Echo (sem usar) - Foxtrot (sem usar) - Golf (sem usar) | - Hotel (sem usar) - India (sem usar) - Juliet (sem usar) - Kilo (sem usar) - Lima (sem usar) - Mike (sem usar) - November (sem usar) | - Oscar (sem usar) - Papa (sem usar) - Quebec (sem usar) - Romeo (sem usar) - Sierra (sem usar) - Tango (sem usar) - Uniform (sem usar) | - Victor (sem usar) - Whiskey (sem usar) - X-Ray (sem usar) - Yankee (sem usar) - Zulu (sem usar) |

## Efeitos sazonais
Esta é uma tabela das tempestades em 1973 e seu desembarque(s), se houver. As mortes entre parênteses são adicionais e indiretas (um exemplo de morte indireta seria um acidente de trânsito), mas ainda estão relacionadas com tempestades. Danos e mortes incluem totais enquanto a tempestade era extratropical ou uma onda ou baixa.

| Escala de Furacões de Saffir-Simpson |    |    |   |   |   |   |   |
| DT                                   | TS | TT | 1 | 2 | 3 | 4 | 5 |

| Nome                | Datas ativo                  | Classificação máxima   | Velocidade de vento sustentados | Pressão               | Áreas afetadas              | Danos (USD)  | Fatalidades | Refs  |
| ------------------- | ---------------------------- | ---------------------- | ------------------------------- | --------------------- | --------------------------- | ------------ | ----------- | ----- |
| Um                  | 2 de maio – maio 5           | Depressão tropical     | 30 mph (45 km/h)                | 1,007 hPa (29.7 inHg) | Nenhum                      | Nenhum       | Nenhum      | [ 3 ] |
| Dois                | 24 de junho – junho 26       | Depressão tropical     | 30 mph (45 km/h)                | 1,010 hPa (30 inHg)   | Nenhum                      | Nenhum       | Nenhum      |       |
| Alice               | 1 de julho – julho 7         | Furacão Categoria 1    | 90 mph (150 km/h)               | 986 hPa (29.1 inHg)   | Bermudas, Terra Nova        | Menor        | Nenhum      |       |
| Alfa                | 30 de julho – agosto 2       | Tempestade subtropical | 45 mph (75 km/h)                | 1,005 hPa (29.7 inHg) | Nova Inglaterra             | Nenhum       | Nenhum      |       |
| Brenda              | 18 de agosto – agosto 22     | Furacão Categoria 1    | 90 mph (150 km/h)               | 977 hPa (28.9 inHg)   | México                      | Desconhecido | 10          |       |
| Christine           | 25 de agosto – setembro 4    | Tempestade tropical    | 70 mph (110 km/h)               | 996 hPa (29.4 inHg)   | Ilhas de Sotavento          | Desconhecido | 0 (1)       |       |
| Delia               | 1 de setembro – setembro 7   | Tempestade tropical    | 70 mph (110 km/h)               | 986 hPa (29.1 inHg)   | México, Texas               | $6 million   | 2 (3)       |       |
| Onze                | 6 de setembro – setembro 12  | Depressão tropical     | 35 mph (55 km/h)                | 1,003 hPa (29.6 inHg) | Quintana Roo, México, Texas | $22 million  | Nenhum      |       |
| Ellen               | 14 de setembro – setembro 22 | Furacão Categoria 3    | 115 mph (185 km/h)              | 962 hPa (28.4 inHg)   | Nenhum                      | Nenhum       | Nenhum      |       |
| Treze               | 24 de setembro – setembro 26 | Depressão tropical     | 30 mph (45 km/h)                | 1,010 hPa (30 inHg)   | Nenhum                      | Nenhum       | Nenhum      |       |
| Fran (Bravo)        | 8 de outubro – outubro 12    | Furacão Categoria 1    | 80 mph (130 km/h)               | 978 hPa (28.9 inHg)   | Nenhum                      | Nenhum       | Nenhum      |       |
| Quinze              | 10 de outubro – outubro 12   | Depressão tropical     | 30 mph (45 km/h)                | 1,004 hPa (29.6 inHg) | Nenhum                      | Nenhum       | Nenhum      |       |
| Gilda               | 16 de outubro – outubro 27   | Tempestade tropical    | 70 mph (110 km/h)               | 984 hPa (29.1 inHg)   | Cuba, Bahamas               | Desconhecido | 6           |       |
| Dezassete           | 17 de novembro – novembro 18 | Depressão tropical     | 35 mph (55 km/h)                | 1,008 hPa (29.8 inHg) | Costa Rica                  | Desconhecido | Nenhum      |       |
| Totais da temporada |                              |                        |                                 |                       |                             |              |             |       |
| 24 ciclones         | 18 de abril – 18 de novembro |                        | 185 km/h (115 mph)              | 962 hPa (28.4 inHg)   |                             | $28 milhões  | 18 (4)      |       |